# Kriegerdenkmal Windberge
Das Kriegerdenkmal Windberge ist ein denkmalgeschütztes Kriegerdenkmal im Ortsteil Windberge der Stadt Tangerhütte in Sachsen-Anhalt. Im örtlichen Denkmalverzeichnis ist es unter der Erfassungsnummer 094 71467 als Baudenkmal verzeichnet.

## Allgemeines
Das Kriegerdenkmal in Windberge befindet sich im Friedhofsweg vor der Kirchhofsmauer der Kirche des Ortes. Es handelt sich um einen Findling mit einer Gedenktafel, gekrönt  von einem Adler. Der Findling steht auf einem zweistufigen Sockel und wurde zum Gedenken der Gefallenen Soldaten des Ersten Weltkriegs aufgestellt.

## Inschrift
Den im Weltkriege Gefallenen aus Dankbarkeit gewidmet (es folgen die Namen) 1914–1918